# Совєтський (Марій Ел)
Совє́тський (рос. Советский, марій. У Роҥго) — селище міського типу, центр Совєтського району Марій Ел, Росія. Адміністративний центр Совєтського міського поселення.

## Населення
Населення — 10664 особи (2010; 10806 у 2002).